# لوبئک
شهر لوبئک (به فرانسوی: Lubbeek) در ناحیه اداری لوان  در استان فلومیش بربان  در منطقه فلاندری در کشور بلژیک واقع شده‌است.